# مونماوث (إلينوي)
مونماوث (بالإنجليزية: Monmouth, Illinois)‏ هي مدينة تقع في الولايات المتحدة في إلينوي. يقدر عدد سكانها بـ 9,244 نسمة .

## التركيبة السكانية
حدّد مكتب تعداد الولايات المتحدة بيانات التركيبة السكانية لمونماوث في تعداد الولايات المتحدة. في ما يلي، التركيبة السكانية حسب تعدادي 2000 و2010.

### تعداد عام 2000
بلغ عدد سكان مونماوث 9,841 نسمة بحسب تعداد عام 2000، وبلغ عدد الأسر 3,688 أسرة وعدد العائلات 2,324 عائلة مقيمة في المدينة. في حين سجلت الكثافة السكانية 900.4 نسمة لكل كيلومتر مربع (2,332.0/ميل2). وبلغ عدد الوحدات السكنية 3,986 وحدة بمتوسط كثافة قدره 364.7 لكل كيلومتر مربع (944.6/ميل2).
وتوزع التركيب العرقي للمدينة بنسبة 92.72% من البيض و2.80% من الأمريكيين الأفارقة و0.23% من الأمريكيين الأصليين و0.47% من الأمريكيين ذوي الأصول الآسيوية و0.19% من سكان جزر المحيط الهادئ و1.91% من الأعراق الأخرى و1.67% من عرقين مختلطين أو أكثر و4.35% من الهسبانيون أو اللاتينيون من أي عرق.
بلغ عدد الأسر 3,688 أسرة كانت نسبة 32.1% منها لديها أطفال تحت سن الثامنة عشر تعيش معهم، وبلغت نسبة الأزواج القاطنين مع بعضهم البعض 47.7% من أصل المجموع الكلي للأسر، ونسبة 11.5% من الأسر كان لديها معيلات من الإناث دون وجود شريك، بينما كانت نسبة 3.9% من الأسر لديها معيلون من الذكور دون وجود شريكة وكانت نسبة 37% من غير العائلات. تألفت نسبة 32.1% من أصل جميع الأسر من عدة أفراد يعيشون في نفس المنزل ونسبة 14.9% كانت تتألف من شخص يعيش بمفرده يبلغ من العمر 65 عاماً أو أكثر. وبلغ متوسط حجم الأسرة المعيشية 2.37، أما متوسط حجم العائلات فبلغ 2.99.
بلغ العمر الوسطي للسكان 33.8 عاماً. وكانت نسبة 22.9% من القاطنين تحت سن الثامنة عشر، وكانت نسبة 8.1% بين الثامنة عشر والرابعة والعشرين عاماً، ونسبة 23.6% كانت واقعةً في الفئة العمرية ما بين الخامسة والعشرين والرابعة والأربعين عاماً، ونسبة 20.1% كانت ما بين الخامسة والأربعين والرابعة والستين، ونسبة 14% كانت ضمن فئة الخامسة والستين عاماً فما فوق. يوجد لكل 100 أنثى 90.2 ذكر، ويوجد لكل 100 أنثى في الثامنة عشر من عمرها فما فوق 87.0 ذكر.
بلغ متوسط دخل الأسرة في المدينة 33,641 دولارًا، أما متوسط دخل العائلة فبلغ 41,004 دولارًا. وكان متوسط دخل الذكور 30,006 دولارًا مقابل 20,144 دولارًا للإناث. وسجل دخل الفرد الخاص بالمدينة 15,839 دولارًا. وكانت نسبة 8% من العائلات ونسبة 11.1% من السكان تحت خط الفقر، وكان من هؤلاء نسبة 15.1% تحت سن الثامنة عشر ونسبة 6.1% في الخامسة والستين من العمر وما فوق.

### تعداد عام 2010
بلغ عدد سكان مونماوث 9,444 نسمة بحسب تعداد عام 2010، وبلغ عدد الأسر 3,486 أسرة وعدد العائلات 2,141 عائلة مقيمة في المدينة. في حين سجلت الكثافة السكانية 864 نسمة لكل كيلومتر مربع (2,237.7/ميل2). وبلغ عدد الوحدات السكنية 3,792 وحدة بمتوسط كثافة قدره 346.9 لكل كيلومتر مربع (898.5/ميل2).
وتوزع التركيب العرقي للمدينة بنسبة 85.71% من البيض و2.88% من الأمريكيين الأفارقة و0.34% من الأمريكيين الأصليين و0.70% من الأمريكيين ذوي الأصول الآسيوية و0.08% من سكان جزر المحيط الهادئ و8.03% من الأعراق الأخرى و2.27% من عرقين مختلطين أو أكثر و14.38% من الهسبانيون أو اللاتينيون من أي عرق.
بلغ عدد الأسر 3,486 أسرة كانت نسبة 32.3% منها لديها أطفال تحت سن الثامنة عشر تعيش معهم، وبلغت نسبة الأزواج القاطنين مع بعضهم البعض 44.3% من أصل المجموع الكلي للأسر، ونسبة 11.6% من الأسر كان لديها معيلات من الإناث دون وجود شريك، بينما كانت نسبة 5.5% من الأسر لديها معيلون من الذكور دون وجود شريكة وكانت نسبة 38.6% من غير العائلات. تألفت نسبة 32.9% من أصل جميع الأسر من عدة أفراد يعيشون في نفس المنزل ونسبة 14.7% كانت تتألف من شخص يعيش بمفرده يبلغ من العمر 65 عاماً أو أكثر. وبلغ متوسط حجم الأسرة المعيشية 2.41، أما متوسط حجم العائلات فبلغ 3.05.
بلغ العمر الوسطي للسكان 33.1 عاماً. وكانت نسبة 23.3% من القاطنين تحت سن الثامنة عشر، وكانت نسبة 17.2% بين الثامنة عشر والرابعة والعشرين عاماً، ونسبة 22.9% كانت واقعةً في الفئة العمرية ما بين الخامسة والعشرين والرابعة والأربعين عاماً، ونسبة 22% كانت ما بين الخامسة والأربعين والرابعة والستين، ونسبة 14.6% كانت ضمن فئة الخامسة والستين عاماً فما فوق. وتوزع التركيب الجنسي للسكان بنسبة 48.2% ذكور و51.8% إناث.

## أعلام
- جوني ألين
- تشارلز درايدن
- جيمس مونتجومري رايس
- روبرت ويليام بورتر
- وايات إيرب